# 귄터 베르나르트

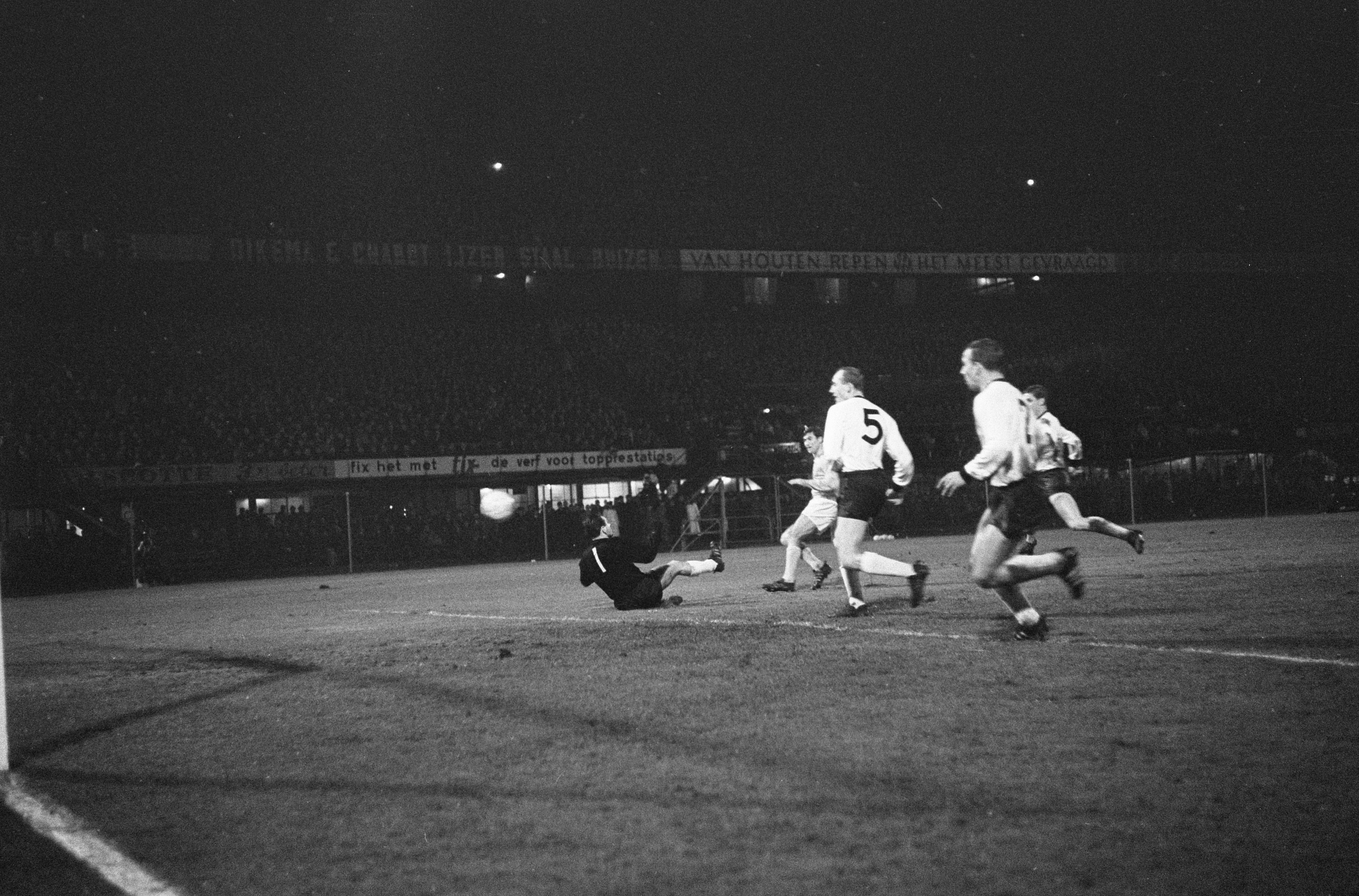
1966년, 서독 국가대표팀의 베르나르트(좌측)

귄터 베르나르트(독일어: Günter Bernard, 1939년 11월 4일, 바이에른 주 슈바인푸르트 ~)는 독일의 전직 프로 축구 선수로, 현역 시절 골키퍼로 활약했다. 그는 또다른 독일 국가대표 선수였던 로베르트 베르나르트의 아들이기도 하다.

## 클럽 경력
베르나르트는 독일국 슈바인푸르트 출신이다. 그는 분데스리가 출범 시기에 유년 시절을 보내고, 1958년에 성인 무대에 신고식을 치렀던 남부 지역 1부 리그였던 남부 오버리가의 슈바인푸르트 05를 떠나 베르더 브레멘으로 이적했다. 그는 1974년에 은퇴할 때까지 브레멘에서 활약했고, 1965년 분데스리가 깜짝 우승 당시 주전 골키퍼로 활약했다. 그는 북독일 연고 구단 소속으로 총 287번의 경기에 출전했다.

## 국가대표팀 경력
그는 1961년에 서독 청소년 국가대표팀으로 차출되었고, 제프 헤르베르거 감독은 1년 뒤 그를 성인 국가대표팀에 차출했다. 볼프강 파리안과 한스 틸코프스키와 서독 주전 수문장을 놓고 경쟁하던 베르나르트는 슈바인푸르트 05 시절이었던 1962년 10월 24일에 첫 국가대표팀 경기에 출전했다. 3년 뒤, 베르더 브레멘에서 분데스리가 우승을 견인하는 활약에 힘입어 헬무트 쇤호에 승선해 1966년 월드컵에 참가했지만, 베르나르트가 기대했던 선발 출전 기회는 없었다. 이 시기에 한스 틸코프스키가 서독의 골문을 지켰다. 베르나르트가 출전한 마지막 국가대표팀 경기는 1968년에 치른 웨일스전으로 호르스트 볼터와 교체되어 들어갔다.

## 수상
베르더 브레멘
- 분데스리가
  - 우승: 1964–65
  - 준우승: 1967–68

서독
- 월드컵 준우승: 1966